# École-Valentin
École-Valentin ist eine französische Gemeinde mit 2620 Einwohnern (Stand: 1. Januar 2022) im Département Doubs in der Region Bourgogne-Franche-Comté. Sie gehört zum Arrondissement Besançon und ist Mitglied im Gemeindeverband Grand Besançon Métropole. Die Bewohner werden Ecovaliens und Ecovaliennes genannt.

## Geographie
École-Valentin liegt auf 290 m, etwa fünf Kilometer nordwestlich der Stadt Besançon (Luftlinie). Das Dorf erstreckt sich in der leicht gewellten Landschaft zwischen den Flussläufen von Doubs (im Süden) und Ognon (im Norden), nördlich des Fort des Montboucons.
Die Fläche des 3,22 km² großen Gemeindegebiets umfasst einen Abschnitt südlich des Ognon. Der Hauptteil des Gebietes wird vom Plateau eingenommen, das nördlich an das Doubstal anschließt und durchschnittlich auf 290 m liegt. Das nicht besiedelte Gebiet ist teils von Acker- und Wiesland, teils von Wald bestanden. Flankiert wird das Plateau im Süden vom Höhenrücken des Fort des Montboucons, auf dem die südliche Grenze verläuft. Nach Osten erstreckt sich das Gemeindeareal in die Waldung Bois de la Laye und bis an die westlichen Ausläufer des Höhenzuges der Grande Côte, an der mit 383 m die höchste Erhebung von École-Valentin erreicht wird. Mit dem nördlichen Gemeindeteil reicht École-Valentin in das Quellgebiet des Ruisseau des Moulins (Zufluss des Ognon).
Die Doppelgemeinde besteht aus den Ortschaften École westlich der Hauptstraße N57 und Valentin östlich davon. Nachbargemeinden von École-Valentin sind Miserey-Salines und Châtillon-le-Duc im Norden, Besançon im Osten und Süden sowie Pirey im Westen.

## Geschichte
Erstmals urkundlich erwähnt wird École im Jahr 1326 unter dem Namen Escole. Im Verlauf der Zeit wandelte sich die Schreibweise über Acole (1331) und Escholle (1352) zum heutigen Namen. Bereits im Jahr 1120 ist Valentin als Vallanin schriftlich belegt. Danach sind Valantin (1143), Valentino (1245) und seit 1355 Valentin überliefert. Im Mittelalter unterstanden die beiden Ortschaften der Oberhoheit von Besançon. Zusammen mit der Franche-Comté gelangten sie mit dem Frieden von Nimwegen 1678 definitiv an Frankreich. Mit Wirkung auf den 1. Januar 1973 fusionierten École und Valentin zur heutigen Doppelgemeinde. Seither erlebte École-Valentin ein starkes Wachstum und eine Entwicklung zur Vorortsgemeinde von Besançon.

## Sehenswürdigkeiten
Der oktogonale Bau der Kirche Saint-Georges in École wurde von 1892 bis 1893 an der Stelle eines früheren Gotteshauses errichtet. Als Besonderheit ist der Chor nicht wie üblich nach Osten, sondern nach Norden ausgerichtet. Der Gebäudekomplex des Missionshauses, das nacheinander als Priesterseminar, Waisenhaus, Sitz des Roten Kreuzes und als Privatschule diente, stammt aus den Jahren 1816 und 1817. Daneben steht das Schloss École, auch Schloss Le Saint-Esprit genannt, das von 1557 bis 1559 erbaut wurde und eine Renaissancefassade besitzt.

## Bevölkerung
| Jahr                       | 1962 | 1968 | 1975 | 1982 | 1990 | 1999 | 2016 |
| Einwohner                  | 249  | 629  | 1093 | 1240 | 1860 | 2153 | 2542 |
| Quellen: Cassini und INSEE |      |      |      |      |      |      |      |

Mit 2620 Einwohnern (Stand 1. Januar 2022) gehört École-Valentin zu den mittelgroßen Gemeinden des Départements Doubs. Nachdem die Einwohnerzahl in der ersten Hälfte des 20. Jahrhunderts stets im Bereich zwischen 300 und 380 Personen gelegen hatte, wurde seit Beginn der 1960er Jahre ein markantes Bevölkerungswachstum verzeichnet. Seither hat sich die Einwohnerzahl fast verzehnfacht. Heute ist das Siedlungsgebiet von École-Valentin mit den Außenquartieren von Besançon zusammengewachsen.

## Wirtschaft und Infrastruktur
École-Valentin war bis weit ins 20. Jahrhundert hinein ein vorwiegend durch die Landwirtschaft (Ackerbau, Obstbau und Viehzucht) geprägtes Dorf. Seit den 1970er Jahren hat sich entlang der Hauptstraße und im Bereich des Autobahnanschlusses eine Gewerbe- und Industriezone entwickelt, die ungefähr 70 Hektaren groß ist und sich auch auf die Gemeindegebiete von Miserey-Salines und Châtillon-le-Duc erstreckt. Hier haben sich rund 250 Betriebe der Bereiche Industrie, Handwerk, Handel und Dienstleistung niedergelassen. Zu den wichtigen Branchen gehören die Herstellung von medizinisch-chirurgischen Apparaten, von Zulieferteilen für die Uhrenindustrie, Betriebe des Transportgewerbes, Tiefbaus, Baugewerbes sowie verschiedene Dienstleistungsunternehmen der Informatik, des Rechnungswesens und Reinigungsunternehmen. Daneben gibt es zahlreiche Betriebe des Einzelhandels, ein großes Einkaufszentrum und ein Multiplexkino.
Die Ortschaft ist verkehrstechnisch sehr gut erschlossen. Sie liegt an der Hauptstraße N57, die von Besançon nach Vesoul führt. Der nächste Anschluss an die Autobahn A36, welche das Gemeindegebiet durchquert, befindet sich in einer Entfernung von ungefähr zwei Kilometern. Weitere Straßenverbindungen bestehen mit Miserey-Salines, Pirey und Châtillon-le-Duc.

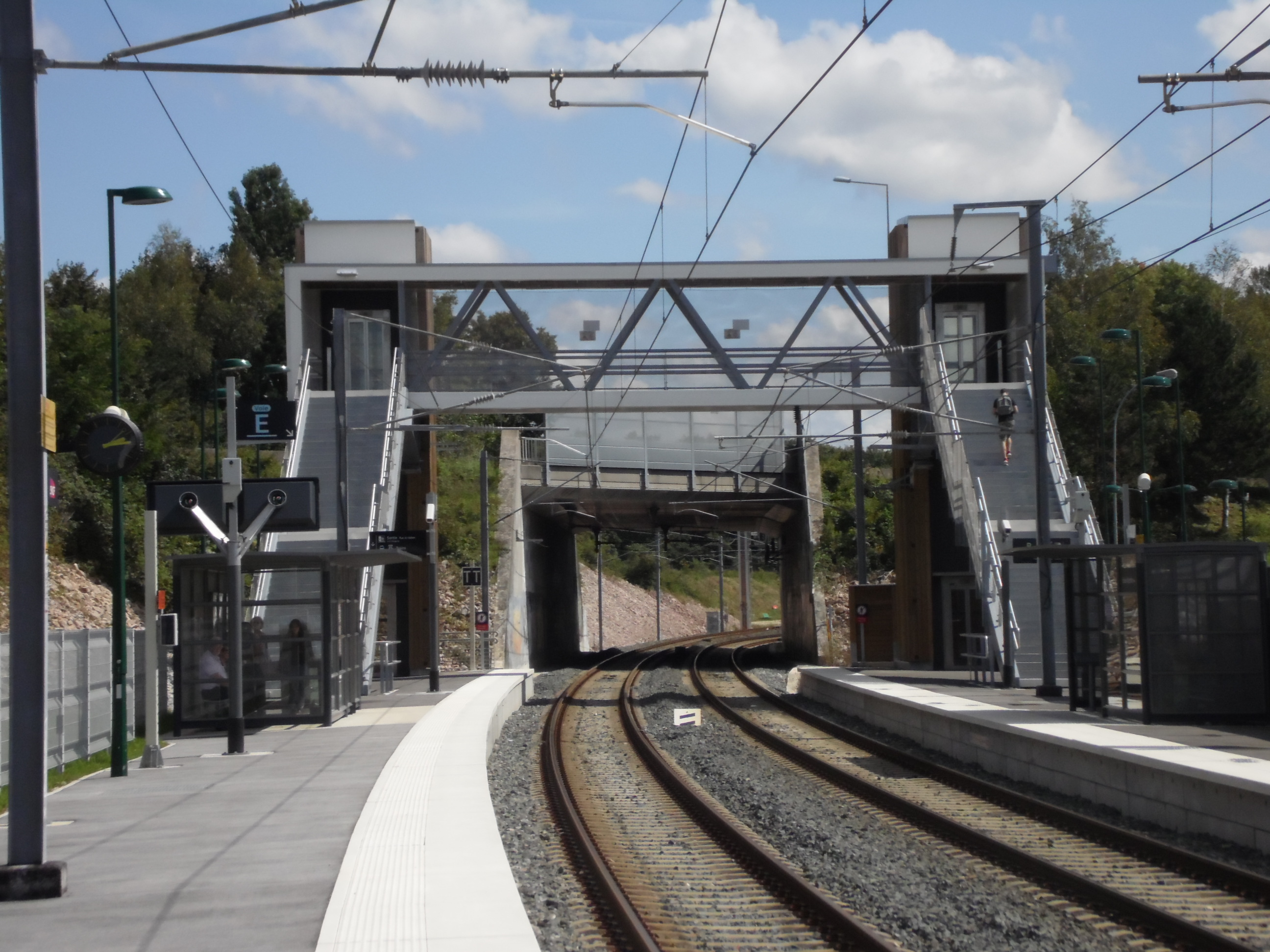
Bahnsteige und Fußgängersteg des Bahnhofs (2014)

Die Gemeinde wird von der Bahnstrecke Besançon-Viotte–Vesoul durchquert. Seit dem 3. September 2013 befindet sich ein Haltepunkt⊙ westlich der RN 57. Dieser verfügt über zwei 120 m lange Bahnsteige. Außerdem wurden 150 Parkplätze und ein Fahrradunterstand gebaut. Eine Buslinie bedient den Bahnhof.

## Gemeindepartnerschaft
Mit der irischen Ortschaft Rathcoole im County South Dublin besteht seit 2000 eine Partnerschaft.